# Tor Regatowy Malta w Poznaniu
Tor Regatowy Malta – tor regatowy służący do rozgrywania zawodów wioślarskich, kajakarskich, motorowodnych i innych  sportów wodnych, położony na jeziorze Maltańskim na Malcie w Poznaniu.

## Historia
Historia toru regatowego „Malta” rozpoczęła się w 1917 roku od rozpisania przez grupę patriotów z Poznania, konkursu na ośrodek sportowy dla tutejszej młodzieży. Już wcześniej teren wokół przyszłego jeziora służył poznańskiej młodzieży do uprawiania sportu pod pieczą Polskiego Towarzystwa Gimnastycznego „Sokół”.
Zbiornik został oddany do użytku w 1952 roku. Odbyły się wtedy międzynarodowe regaty wioślarskie i kajakowe.
W latach 1981–1990 przeprowadzono gruntowną modernizację toru, wraz z pogłębieniem dna jeziora, umocnieniem brzegów i wybudowaniem nowych obiektów do obsługi toru. Modernizację udało się przeprowadzić dzięki nielicznym działaczom sportowym, których wspomógł ówczesny prezydent Poznania Andrzej Wituski. Całość prac została wykonana w oparciu o koncepcję i projekty byłego zawodnika, wioślarza Akademickiego Związku Sportowego w Poznaniu, architekta Klemensa Mikułę, który sprawował nadzór wykonawczy.
W 2020 wyremontowano wieżę sędziowską i budynek multimedialny, zgodnie ze standardami imprez międzynarodowych.

## Opis
Na całość infrastruktury toru regatowego składają się:
- tablica wyników o wymiarach 17,92 × 10,24 m
- wieża na mecie o wysokości 38,1 m
- trybuna na mecie z ponad 1200 miejscami siedzącymi
- trybuna główna z 765 miejscami na poziomie I i 871 miejscami na poziomie II
- budynek administracji i obsługi toru
- budynek hangarów i szatni[3]

## Ważniejsze zawody rozegrane po modernizacji toru
Na torze po modernizacji odbyły się m.in.:
- w sierpniu 1990 – XXIII Mistrzostwa Świata w Kajakarstwie
- w sierpniu 1995 – Mistrzostwa Świata Juniorów w Wioślarstwie
- w lipcu 1996 – Kajakowe Mistrzostwa Europy Juniorów
- w lipcu 1997 – Kajakowy Puchar Świata Seniorów
- w lipcu 1997 – Ogólnopolska Olimpiada Młodzieży
- w maju 1998 – Puchar Świata Seniorów – na 70-lecie Polskiego Związku Kajakowego
- w czerwcu 1998 i 1999 – Regaty Żeglarskie Klasy MK Cafe-24
- w lipcu 1998 – Kajakowy Puchar Świata Juniorów
- w czerwcu 1999 – Kajakowy Puchar Świata Seniorów
- w lipcu 2000 – Mistrzostwa Europy Seniorów w Kajakarstwie
- w lipcu 2000 – VI Akademickie Mistrzostwa Świata w Wioślarstwie
- w lipcu 2000 – Motorowodne Mistrzostwa Świata – Formuła 1
- w sierpniu 2001 – XXXI Mistrzostwa Świata w Kajakarstwie
- w maju 2002 – Puchar Świata w Kajakarstwie i Międzynarodowe Regaty Juniorów
- w lipcu 2002 – Mistrzostwa Europy Łodzi Smoczych
- w sierpniu 2002 – Ogólnopolskie Regaty Windsurfingowe Funboard Cup
- w czerwcu 2003 – Puchar Świata w Kajakarstwie
- w sierpniu 2003 – Mistrzostwa Świata Łodzi Smoczych
- w maju 2004 – Puchar Świata w Wioślarstwie
- w maju 2004 – Mistrzostwa Europy w Kajakarstwie i Druga Kwalifikacja Olimpijska
- w lipcu 2004 – Mistrzostwa Europy Juniorów i Młodzieży do lat 23 w Kajakarstwie
- w sierpniu 2004 – Światowe Regaty Wioślarskie do lat 23
- w maju 2005 – Puchar Świata w Kajakarstwie
- w lipcu 2005 – Mistrzostwa Europy w Kajakarstwie
- w maju 2006 – Puchar Świata w Kajakarstwie
- w czerwcu 2006 – Puchar Świata w Wioślarstwie
- w lipcu 2006 – Klubowe Mistrzostwa Europy Smoczych Łodzi
- w sierpniu 2006 – Puchar Europy Weteranów w Kajakarstwie
- w sierpniu 2007 – Mistrzostwa Europy Weteranów w Kajakarstwie
- we wrześniu 2007 – Mistrzostwa Europy w Wioślarstwie
- w czerwcu 2008 – Olimpijskie Regaty Kwalifikacyjne w Wioślarstwie
- w czerwcu 2008 – Puchar Świata Seniorów w Wioślarstwie
- w czerwcu 2008 – III Puchar Świata Seniorów w Kajakarstwie
- we wrześniu 2008 – Mistrzostwa Świata Łodzi Smoczych
- w maju 2009  – Puchar Świata w Kajakarstwie
- w lipcu 2009  – Mistrzostwa Europy Juniorów do lat 23 w Kajakarstwie
- w sierpniu 2009 – Mistrzostwa Świata Seniorów w Wioślarstwie
- w sierpniu 2010 – Mistrzostwa Świata Seniorów w Kajakarstwie
- w maju 2011 – Puchar Świata w Kajakarstwie
- we wrześniu 2011 – Mistrzostwa Świata Weteranów w Wioślarstwie
- w maju 2012 – Kwalifikacje Olimpijskie w kajakarstwie
- w maju 2012  – Mistrzostwa Świata w para-kajakarstwie
- w maju 2012 – Puchar Świata w Kajakarstwie
- we wrześniu 2012 – Mistrzostwa Świata w Kajak Polo
- w maju 2013 – Puchar Świata w Kajakarstwie
- w czerwcu 2013 – Mistrzostwa Europy Juniorów i U23 w Sprincie Kajakowym
- w lipcu 2013 – Międzynarodowe Otwarte Mistrzostwa Master w Wioślarstwie
- w sierpniu 2013 – Mistrzostwa Europy w Kajak Polo
- we wrześniu 2013 – Akademickie Mistrzostwa Europy w Wioślarstwie
- w sierpniu 2014 – Mistrzostwa Świata Łodzi Smoczych
- w maju 2015 – Mistrzostwa Europy w Wioślarstwie
- w czerwcu 2016 – Puchar Świata w Wioślarstwie
- we wrześniu 2016 wrzesień – Akademickie Mistrzostwa Świata w Wioślarstwie
- w czerwcu 2017 – Puchar Świata w Wioślarstwie
- we wrześniu 2017 – Międzynarodowe Otwarte Mistrzostwa Master w Wioślarstwie
- w lipcu 2018 – Młodzieżowe Mistrzostwa Świata w Wioślarstwie
- we wrześniu 2018 – Turniej Nadziei Olimpijskich w Kajakarstwie[4]